# Diretiva da União Europeia sobre direito de autor
A Diretiva 2001/29/CE do Parlamento Europeu e o Conselho de 22 de maio de 2001 sobre a harmonização de certos aspectos do direito de autor e direitos relacionados na sociedade da informação da União Europeia, conhecida geralmente como Diretiva da União Europeia sobre direito de autor (ou EUCD, do inglês European Union Copyright Directive) é uma diretiva europeia que se transpõe no Tratado da OMPI sobre Direito de Autor de 1996.
Esta diretiva altamente controvertida foi, no seu momento, a medida aprovada pelo Parlamento Europeu sobre maior pressão. Na sua forma final, inclui poucas excepções à exclusividade dos direitos. Como consequência, se considera geralmente como uma vitória para os interesses dos titulares de direito de autor (as principais companhias editoriais, cinematográficas, discográficas e de software) sobre os interesses dos utentes (os quais, durante o processo de pressão, foram representados fundamentalmente pelas bibliotecas e não por organizações de consumidores).
Esta directiva trata de harmonizar o regime de propriedade intelectual e de adaptar a proteção das obras de criação na era digital. O artigo mais importante, bem como o mais debatido, desta directiva é a número 6. Este artigo proíbe a ação de se contornar os sistemas de proteção anti-cópia, bem como a distribuição de ferramentas e tecnologias para isso. A principal razão da resistência contra esta directiva é o facto de que não há referência a limitações atualmente existentes da propriedade intelectual, como o direito a ter cópias privadas. Também, a proteção não está limitada explicitamente à propriedade intelectual. Assim, a indústria do lazer agora pode ditar o uso para além do alcance de qualquer sistema de regulação da propriedade intelectual. Na prática, isto tem gerado CD protegidos que não se podem escutar no reprodutor do carro ou no computador, bem como DVD codificados regionalmente que não funcionam em reprodutores de outras regiões. Também, ainda que a introdução da directiva menciona de forma específica que a proteção não deveria deter a investigação em criptografia, isso não se menciona na lei propriamente dita. Muitos detalhes importantes não ficam especificados na directiva, e, como resultado, os Estados membros têm uma liberdade significativa em determinados aspectos de sua implementação.
Por causa da crescente consciência pública da importância da legislação sobre direito de autor, o processo de implementação não tem sido completamente previsível.
Estados membros que (já) têm implementado a diretiva:
- Alemanha
- Áustria
- Bélgica
- Chipre
- Dinamarca
- Eslováquia
- Eslovénia
- Espanha
- Estónia
- Finlândia
- Grécia
- Hungria
- Irlanda
- Itália
- Letónia
- Lituânia
- Luxemburgo
- Malta
- Holanda
- Polónia
- Portugal
- Suécia
- Reino Unido
- França
- República Checa